# SuperCam

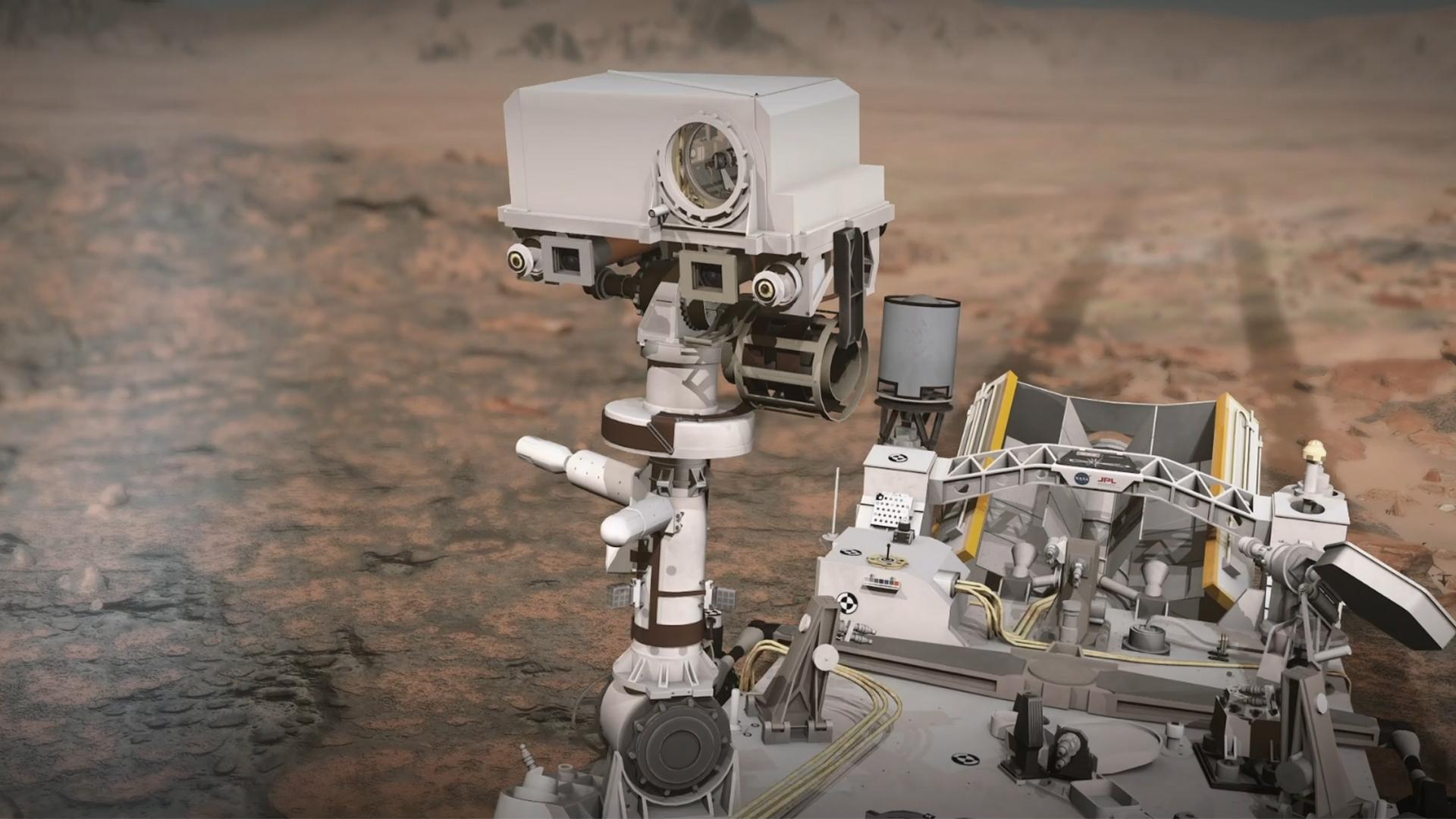
Vizualizace zařízení SuperCam na roveru Perseverance na Marsu

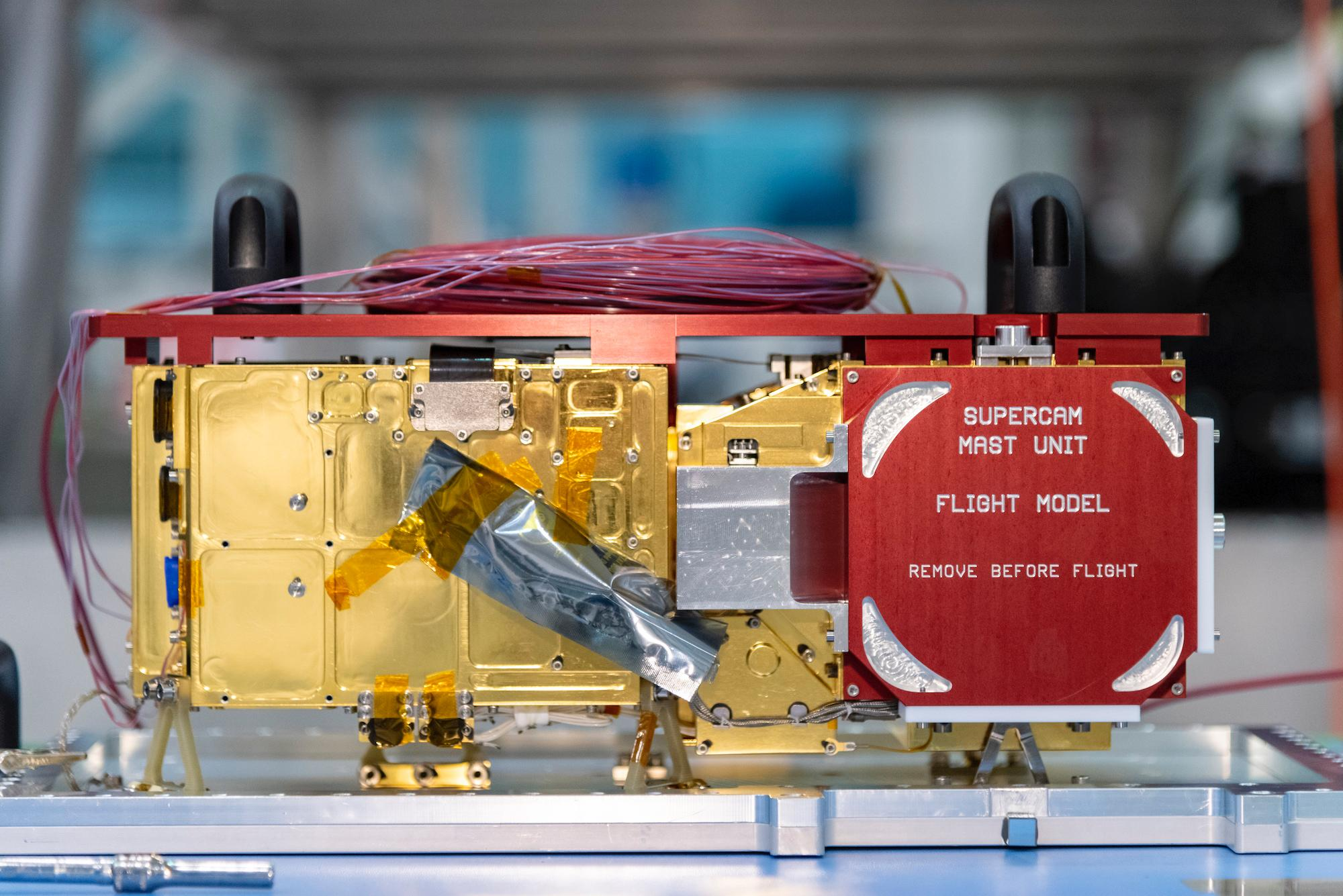
Zařízení SuperCam

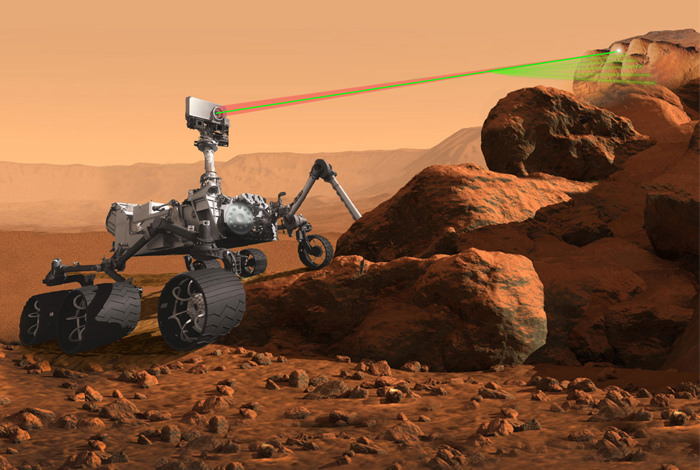
Vizualizace zařízení při funkci

SuperCam je nástroj na dálkový výzkum hornin na Marsu dopravený na Mars v rámci mise Mars 2020. Je usazen na hlavním stožáru roveru Perseverance. Úkolem je zjistit, jaké složení mají horniny na povrchu Marsu. Vychází ze zařízení ChemCam, které je umístěno na roveru Curiosity. Výhodou tohoto zařízení je, že může data zjišťovat i na vzdálenost větší než je 5 metrů. Zařízení SuperCam také měří množství prachových a dalších částic, které jsou ve vzduchu, čímž pomůže lépe předpovídat počasí na Marsu. Zároveň identifikuje, zda se na povrchu Marsu nacházejí prvky a látky, které by mohly být nebezpečné pro člověka. 
Díky SuperCam lze také zjistit, kde na Marsu dříve byla voda a zda v ní byl někdy život.
Zařízení SuperCam za první měsíc fungování provedlo přes 30 měření. Zvuk laseru, který vysílalo zařízení SuperCam, je i na jednom ze záznamů zvuku z Marsu.

## Název
Název je odvozen od názvu ChemCam, která byla umístěna na roveru Curiosity. Díky významnému vývoji vpřed bude novější nástroj pořizovat berevné snímky místo černobílých nebo může dělat přesnější analýzy.

## Technologie
Měření složení probíhá pomocí laseru, který má dosah až 7 metrů od roveru, což umožňuje zjišťovat informace o chemickém složení hornin. Zařízení také provádí ultrafialovou Ramanovu spektroskopii, přičemž tento proces může provádět až na 12 metrů.

### LIBS
Zařízení LIBS zajišťuje laserem indukovanou poruchovou spektroskopie. Laser při tom narušuje skálu nebo jinou horninu laserem. Jednotka LIBS obsahuje 3 spektometry.

### Ramanův spektometr
Ramanův spektometr provádí Ramanovu spektometrii na vzdálenost až 12 metrů od roveru.

### Fotoaparát
Tento fotoaparát pořizuje obrázky zkoumaných vzorků ve vysokém rozlišení. Také pomáhá při zpřesňování předpovědí počasí na Marsu. Zkoumá, jak se na Marsu odpařuje voda nebo jaký vliv mají prachová zrna.

## Technické specifikace
- Hmotnost: Hlavní část - 5,6 kg; elektronika uvnitř roveru - 4,8 kg
- Napájení: 17,9 wattů
- Vrácení dat: 15,5 Mb/experiment; 4,2 Mb/denně
- Rozměry: 38 x 24 x 19 centimetrů

### Kalibrační terč
- Hmotnost: 0,2 kg
- Rozměry: průměr 3 centimetry

## Vývoj
Hlavní vývoj zajišťovala národní laboratoř Los Alamos (LANL) ve spolupráci s ústavem pro výzkum astrofyziky a planetologie IRAP (Francie) s příspěvkem University of Valladolid (Španělsko). Velké množství technologii je však společné s ChemCam.

## Mikrofon
Jedná se o mikrofon, který vznikl v rámci mise Mars 2020 a je umístěn na roveru Perseverance, který na Marsu přistál v únoru 2021. Hlavním úkolem tohoto mikrofonu je nahrávat všechny zvuky z Marsu. Záznamy z mikrofonu jsou ukládány do on-line zvukové banky na webu NASA. První záznam zvuku, konkrétně záznam větru, přišel z Marsu na konci února 2021.

### Technologie
Mikrofon byl vytvořen tak, aby dobře a velmi citlivě snímal zvuky prostředí, ale i nástrojů a součástek uvnitř roveru. Tato data totiž mohou vědcům posloužit jako informace o technickém stavu důležitých objektů na vozítku Perseverance.
Mikrofon dokáže snímat až 210 sekund v kuse, ale většin záznamů má délku pouze několik milisekund.

### Technické specifikace
- Umístění: na hlavním stožáru roveru, na 15 mm dlouhém výsuvném stožáru
- Hmotnost: 30 gramů
- Doba záznamu: <210 sekund

### Cíle
Cílem zařízení je nahrávat zvuky, které lze na Marsu slyšet. Mikrofon má zaznamenávat zvuky, které vznikají při pohybu vozítka po povrchu Marsu nebo při fungování některých přístrojů, které jsou umístěny na vozítku Perseverance. Dále by mikrofon měl zaznamenávat zvuky marsovského prostředí (například vítr, létající prach, bouře atd.), přičemž by tyto záznamy měly pomoci vědcům při zkoumání vlastností marsovské atmosféry a počasí na Marsu.

### Spolupráce se zařízením SuperCam
Zařízení SuperCam vystřeluje laser na skály, čímž vzniká plazma, jejíž chemické vlastnosti zkoumají spektrometry, které jsou umístěny na zařízení SuperCam. Při vzniku plazmy vzniká specifický zvuk, jehož záznam má na starosti velmi citlivý mikrofon SuperCam. Druh zvuku, který vytváří, pomáhá vědcům získávat informace o hmotnosti a složení skály. Intenzita zvuku odhaluje také tvrdost hornin, což pomůže zjistit více informací o dalších geologických vlastnostech. Například tvrdost horniny nám může pomoci zjistit, zda byla hornina vytvořena v jezeře nebo z materiálu omílaného větrem, nebo kolik tlaku se na jejím vzniku podílelo.

### Vývoj
Vývoj probíhal především ve Francii. Vedoucí týmu byla Naomi Murdochová z Institut Supérieur de l'Aéronautique et de l'Espace de Toulouse.

### Zvukové záznamy
- První záznam zvuků z Marsu pořízený mikrofonem SuperCam
- Záznam větru pořízený mikrofonem SuperCam
- Záznam jízdy po Marsu